# Symbolophorus veranyi
Il simboloforo (Symbolophorus veranyi) è un pesce di mare della famiglia Myctophidae.

## Distribuzione e habitat
Questo pesce si ritrova nella parte centrosettentrionale dell'Oceano Atlantico e nel mar Mediterraneo sia orientale che occidentale. È comune nei mari italiani.
 
Questa specie è pelagica e, al contrario di altre specie della famiglia, si rinviene in genere a profondità non rilevanti, inferiori a 100 metri, comunque molto al largo. Di notte effettua migrazioni in acque a profondità minori.

## Descrizione
Come in genere tutti i pesci lanterna questa specie si riconosce dalle specie affini solo dalla disposizione dei fotofori, in questa specie il fotoforo POL è unico (vedi legenda nella voce della famiglia Myctophidae) ed il secondo VO è posto in linea con gli altri. i Prc sono due. Il VLO è all'altezza del primo SAO, che è posto sopra il secondo VO.Gli AO sono 6-9 nella serie anteriore e 7-9 nella posteriore, di questi 3-4 sono posti sopra la pinna anale. Dimorfismo sessuale: i maschi hanno due Gs unite, le femmine 2-4 Gi.

Il colore è bruno argenteo.

Misura fino a 12 cm di lunghezza.

## Alimentazione
Si ciba di animaletti planctonici.

## Riproduzione
Depone le uova durante tutto l'anno. Le larve hanno occhi su un breve peduncolo ed hanno pinne pettorali molto ampie.

## Pesca
Si cattura con le reti a strascico ma le sue carni non hanno valore.